# Branko Lustig
Branko Lustig (10. června 1932 Osijek, Chorvatsko – 14. listopadu 2019 Záhřeb) byl chorvatský producent a herec židovského původu.

## Život
Branko Lustig byl internován jako dítě během druhé světové války v koncentračních táborech Osvětimi a Bergen-Belsen.
Začal kariéru ve filmovém průmyslu jako asistent režie u záhřebské filmové produkční společnosti „Jadran Film“. V roce 1956 pracoval jako vedoucí výroby na „Ne okreći se sine“, pozoruhodným dramatem z druhé světové války. V osmdesátých letech pracoval Lustig na „Ohnivá bouře“ (1983) a na pokračování „Ohnivá bouře a popel“ (1988). Ve stejném roce se přestěhoval do USA.
V roce 1994 vyhrál jako první Chorvat Oscara pro nejlepší film za Schindlerův seznam. Za stejný film také získal Golden Globe. V roce 2001 získal svého druhého Oscara a Golden Globe za Gladiatora.
Branko Lustig je jediný Chorvat, který byl dvakrát oceněn Oscarem. Lustig pracoval jako producent nebo výkonný producent na filmech, jako je projekt: Peacemaker (1997), Hannibal (2001) a Black Hawk Down (2001).
Chorvatský prezident Franjo Tudjman mu udělil za jeho práci „Řád Vévoda Trpimira“. 2008 získal jako první producent čestný doktorát na univerzitě v Záhřebu. Ve stejném roce založil s Philem Blazerem v Los Angeles produkční společnost Six Point Films. Branko Lustig je od roku 2008 čestný předseda židovského filmového festivalu v Záhřebu.
Los Angeles Museum of the Holocaust poctilo Branko Lustiga v rámci druhé „výroční večeře“ dne 8. listopadu 2009 v Beverly Hills Hotel pro své odhodlání ke vzpomínce na holokaust. Řeč Branka Lustiga byla držená přeživším holocaust Renéeho Firestona. Stejný večer byl vyznamenán zakladatel rakouské služby na památku holocaustu Andreas Maislinger s „Lifetime Achievement Award“.
Od května 2010 zastupoval Branko Lustig Chorvatsko v mezinárodní radě rakouské zahraniční služby.